# سن سپرسبز
سن سپرسبز (Palomena prasina) حشره‌ای است که در خانواده سن‌های بدبو قرار دارد. این گونه در اروپا در ماه مه فعالیتش آغاز می‌گردد. سن سپرسبز در سرتاسر اروپا زندگی می‌کند.

## نگارخانه

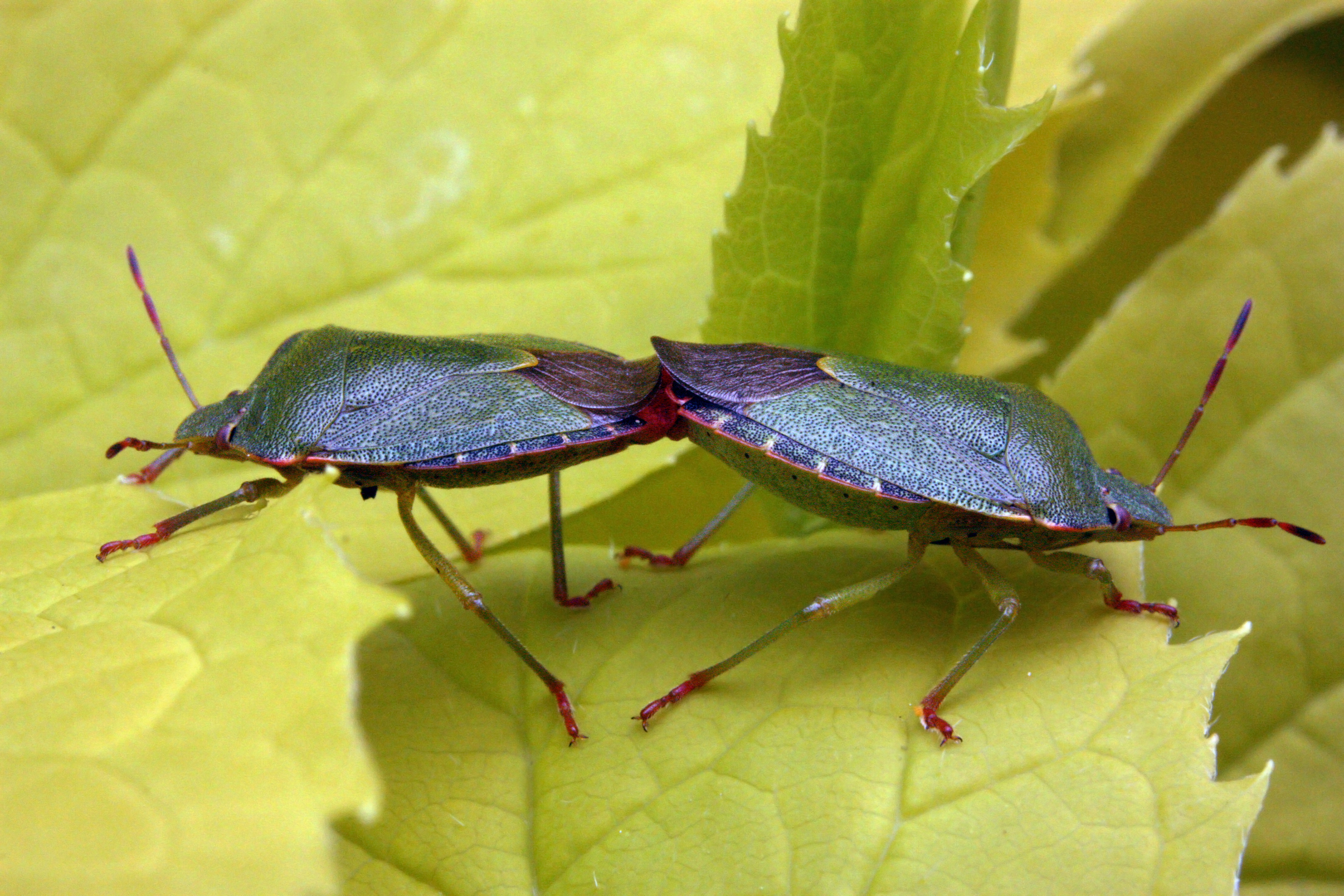
جفت‌گیری
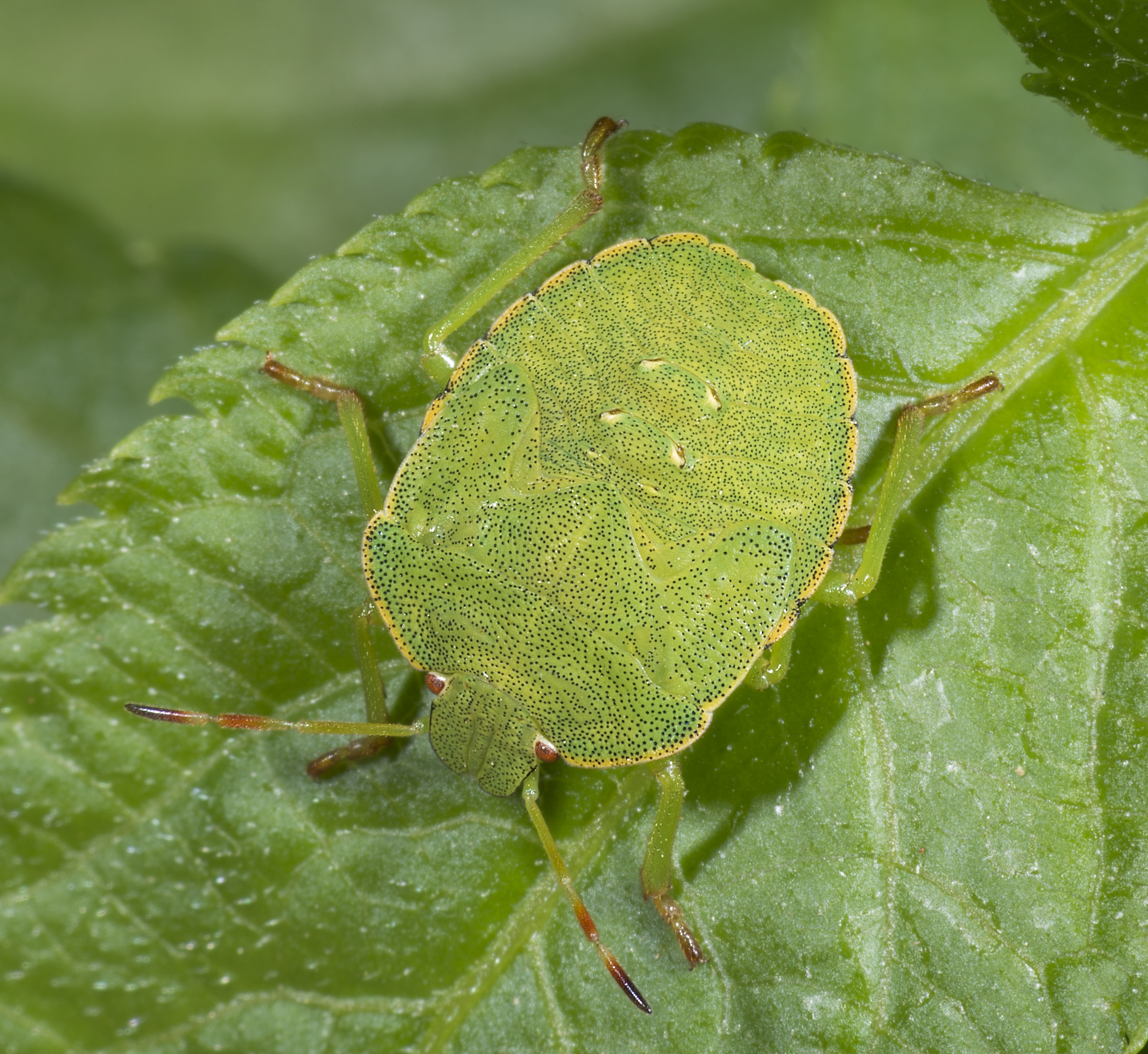
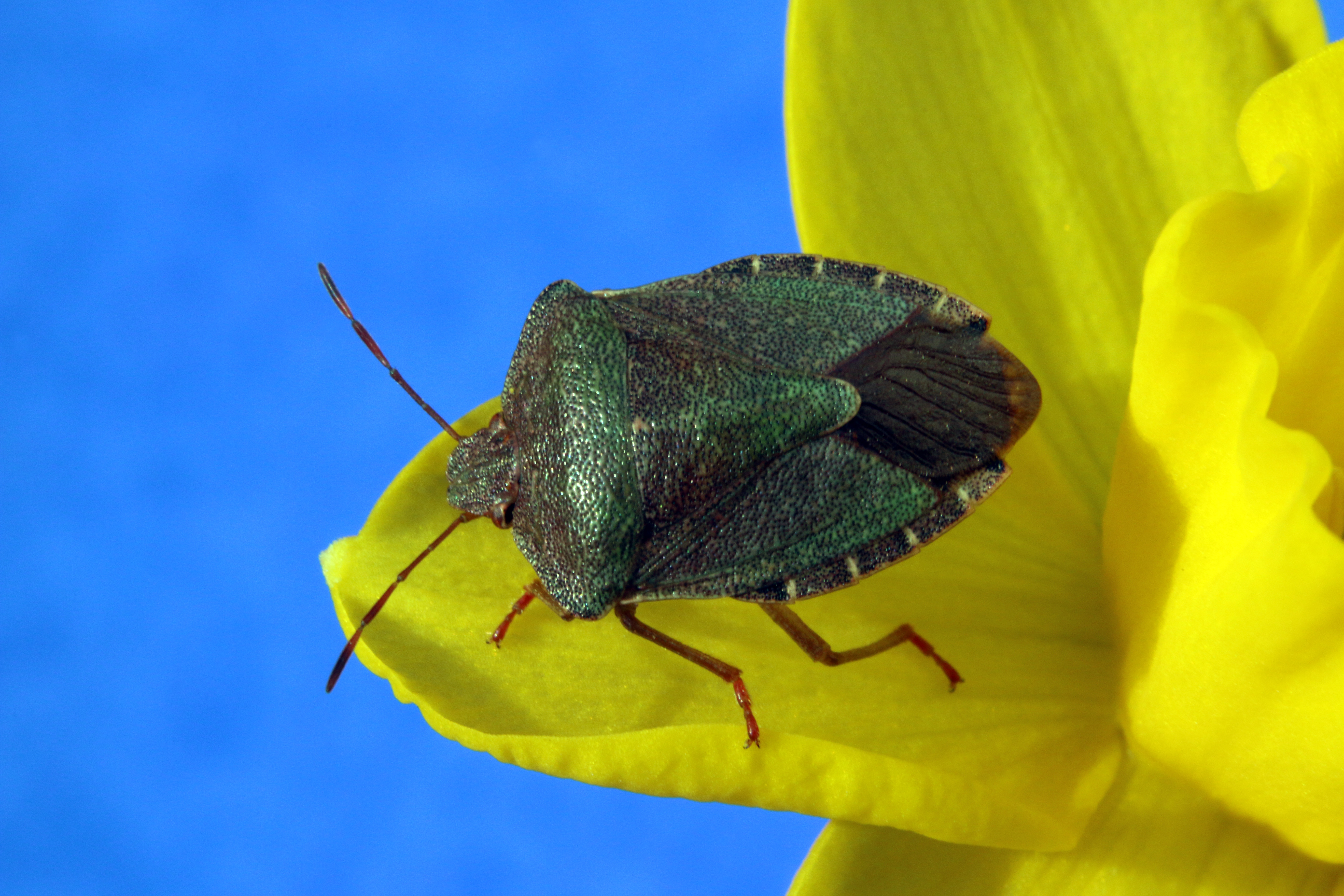